# Inma Serrano
Inma Serrano (Alicante, 1968) é uma cantautora espanhola.
Viveu em Alicante, Barcelona e Madrid, e tem trabalhado com vários programas de televisão como Operação Triunfo e humanitarios como Cuarto Mundo.

## Discografia
- 1995 - Inma Serrano (Premio especial MTV España, videoclip "De sobra lo sabes")
- 1997 - Cantos de sirena
- 1999 - Rosas de papel
- 2003 - Soy capaz & Pequeñas joyas
- 2004 - Grandes éxitos
- 2006 - Polvo de estrellas (CD/DVD directo)
- 2008 - Inma I (em catalã)
- 2009 - Inma II (em castelhano)